# How to Get Away with Murder (2.ª temporada)
A segunda temporada de How to Get Away with Murder foi anunciada pela ABC em 7 de maio de 2015. A temporada começou a ser exibida em 24 de setembro de 2015 e foi concluída em 17 de março de 2016, contando com 15 episódios como na temporada anterior. Isso se deve a um acordo feito com Viola Davis, de que a série seria uma série limitada, com apenas 15 ou 16 episódios por temporada. Um cartaz promocional foi lançado em 18 de agosto e o trailer foi lançado em 10 de setembro.

## Elenco e personagens
| - Viola Davis como Annalise Keating - Billy Brown como Nate Lahey - Alfred Enoch como Wes Gibbins - Jack Falahee como Connor Walsh - Aja Naomi King como Michaela Pratt - Matt McGorry como Asher Millstone - Karla Souza como Laurel Castillo - Charlie Weber como Frank Delfino - Liza Weil como Bonnie Winterbottom | - Sarah Burns como Emily Sinclair - Kendrick Sampson como Caleb Hapstall - Amy Okuda como Catherine Hapstall - Famke Janssen como Eve Rothlo - Conrad Ricamora como Oliver Hampton - John Posey como William Millstone - Matt Cohen como Levi Wescott - Jefferson White como Philip Jessup - Kelsey Scott como Rose Edmond - Issac Ryan Brown como Christophe Edmond - Tom Verica como Sam Keating - Adam Arkin como Wallace Mahoney - Benito Martinez como Todd Denver | - Katie Findlay como Rebecca Sutter - Joan McMurtrey como Helena Hapstall - Sherri Saum como Tanya Randolph - Enuka Okuma como Nia Lahey - Alexandra Billings como Jill Hartford - Wilson Bethel como Charles Mahoney - Roxanne Hart como Sylvia Mahoney - Cicely Tyson como Ophelia Harkness - Emily Swallow como Lisa Cameron - Roger Robinson como Mac Harkness |

## Episódios
| N.º na série | N.º na temp. | Título                                                                       | Dirigido por       | Escrito por                          | Exibição original       | Audiência (milhões) |
| --- | ------------ | ---------------------------------------------------------------------------- | ------------------ | ------------------------------------ | ----------------------- | ------------------- |
| 16 | 1            | "It's Time to Move On" "Hora de seguir em frente" (BR)                       | Bill D'Elia        | Peter Nowalk                         | 24 de setembro de 2015  | 8.38                |
| Annalise e seus alunos tentam seguir em frente depois do desaparecimento de Rebecca, enquanto Frank e Annalise discutem sobre quem a matou. Wes começa a agir em sala de aula, mas depois de enfrentar Annalise sobre ela estar suspeitando dele, ele se desculpa. Enquanto isso, Annalise assume o caso de Caleb e Catherine Hapstall, irmãos adultos adotados que são acusados de assassinar seus pais ricos. A privilegiada testemunha do caso, tia dos irmãos, é assassinada após depor no tribunal. É revelado que, quem matou Rebecca foi Bonnie, a fim de proteger Annalise. Annalise pede para uma advogada chamada Eve Rothlo (que mais tarde é revelada ser ex-amante de Annalise) assumir o caso de Nate, e ela aceita. Connor comprova seu compromisso com Oliver se mudando para seu apartamento, enquanto Michaela tenta entrar em contato com "EGGS911", a pessoa que Rebecca mandou uma mensagem, e, mais tarde, ela recebe uma mensagem de retorno. Annalise vai para a balada com seus alunos após começar a se lembrar da época que estava na escola de lei com Eve. Flashforward: Dois meses depois, um tiro é ouvido na mansão dos Hapstall, e Wes foge da mansão onde Annalise encontra-se em uma poça de sangue depois de ser baleada. |              |                                                                              |                    |                                      |                         |                     |
| 17 | 2            | "She's Dying" "Ela está morrendo" (BR)                                       | Rob Hardy          | Erika Green Swafford                 | 1 de outubro de 2015    | 7.53                |
| Annalise e sua equipe são surpreendidos quando os investigadores tentam colocar uma nova taxa nos irmãos ricos que ela foi contratada para representar. Enquanto isso, as coisas se tornam ainda mais difíceis para Annalise quando ela é brutalmente interrogada no banco das testemunhas durante a audiência preliminar de Nate. Flashforward: Dois meses depois, Connor fica com Annalise enquanto Wes, Michaela e Laurel estão procurando Connor. Quando eles correm para fora da casa, outro corpo está no chão. Então, é revelado que o corpo pertence a nova advogada do caso dos Hapstall, Emily Sinclair. |              |                                                                              |                    |                                      |                         |                     |
| 18 | 3            | "It's Called the Octopus" "O polvo" (BR)                                     | John Terlesky      | Joe Fazzio                           | 8 de outubro de 2015    | 7.22                |
| Quando Annalise assume um novo cliente, a equipe investiga um clube de sexo luxuoso fim de obter respostas. Enquanto isso, Annalise ainda está representando os irmãos acusados de matarem seus pais, mas o caso piora quando uma nova prova aparece, e Wes descobre que o homem que Michaela tem se encontrado, Levi, é irmão adotivo de Rebecca. Flashforward: Sete semanas depois, Annalise, sozinha e morrendo lentamente, tenta atender a uma ligação de Nate quando ele liga. Quando os quatro estudantes correm, eles vêem um carro de polícia se aproximando e se escondem. Então, é revelado que o policial é Nate, que lhes diz para entrarem rapidamente no carro, para que possam fugir. |              |                                                                              |                    |                                      |                         |                     |
| 19 | 4            | "Skanks Get Shanked" "Melhor amiga" (BR)                                     | Stephen Williams   | Angela Robinson                      | 15 de outubro de 2015   | 6.81                |
| Annalise é contratada para defender uma adolescente que, junto com outras duas garotas populares em sua escola, matou sua melhor amiga. Enquanto isso, Annalise pede para Michaela ir até a casa de Caleb e Catherine para descobrir a verdade sobre as acusações que estão sendo feitas contra os irmãos. A esposa de Nate, Nia, pede para Annalise ir conhecê-la e pede que ela faça uma coisa para ela. Enquanto isso, Nate, Wes e, secretamente, Levi, tentam descobrir o que aconteceu com Rebecca. Flashforward: Quatro semanas depois, as autoridades chegam na cena do crime. Enquanto as ambulâncias correm para o hospital, os médicos fazem o possível para salvar a vida de Annalise. Nate foge com os alunos de Annalise e tenta acalmá-los, quando Michaela recebe uma ligação. Michaela é deixada em seu apartamento com ordens específicas do grupo. Quando ela entra no apartamento, ela dá de cara com Caleb, que pergunta se "ela" (desconhecido para os telespectadores) está bem. |              |                                                                              |                    |                                      |                         |                     |
| 20 | 5            | "Meet Bonnie" "Conheça Bonnie" (BR)                                          | Stephen Cragg      | Sarah L. Thompson                    | 22 de outubro de 2015   | 6.95                |
| Asher descobre que nem tudo é o que parece quando se trabalha com Annalise. Enquanto Annalise tenta tranquilizar Asher, temos um vislumbre do passado terrível de Bonnie. Enquanto isso, Frank é apresentado com uma situação que atinge perto de casa, e procura Wes para saber mais sobre o desaparecimento de Rebecca, o que culmina em um confronto explosivo. Flashforward: Bonnie e Asher fogem da mansão dos Hapstall algum tempo após a morte de Sinclair, mas antes da chegada da ambulância. Eles param em um posto de gasolina, onde Bonnie vai ao banheiro para lavar o sangue de sua camisa e trocar suas roupas manchadas de sangue. Quando ela retorna, percebe que Asher sumiu. |              |                                                                              |                    |                                      |                         |                     |
| 21 | 6            | "Two Birds, One Millstone" "Dois coelhos, uma cajadada" (BR)                 | Mike Listo         | Michael Foley                        | 29 de outubro de 2015   | 6.27                |
| Annalise assume um novo cliente, uma professora transgênero acusada de matar seu marido. Enquanto isso, a equipe de Annalise ficam com a responsabilidade de lidar com o caso dos Hapstall e eles descobrem um novo suspeito chocante. A esposa de Nate morre. Laurel conhece a família de Frank. Um advogado inicia uma investigação de corrupção contra o pai de Asher com as informações que Annalise lhe dá. Annalise e Wes tem um confronto sobre Rebecca. É descoberto por Oliver que Helena Hapstall teve um bebê secreto no passado, Philip Jessup. Flashforward: Frank é visto no hospital quando a ambulância que transportava Annalise chega lá. Ele parece muito preocupado com Annalise, mas assim que ele sai do hospital, age normalmente. Quando ele entra em seu carro, Catherine é vista inconsciente no banco de trás. Então, ele é visto levando-a para uma floresta durante a noite. Quando ela é encontrada pela polícia na manhã seguinte, ela acorda. |              |                                                                              |                    |                                      |                         |                     |
| 22 | 7            | "I Want You to Die" "Quero que você morra" (BR)                              | Kevin Bray         | Warren Hsu Leonard                   | 5 de novembro de 2015   | 6.49                |
| Annalise assume o caso de um homem acusado de fazer o marido de sua ex-esposa cometer suicídio. Frank leva Oliver para a casa de Annalise para ajudar com o caso dos Hapstall. Eve está de volta, representando Nate, que é acusado de matar sua esposa. Bonnie luta para entrar em acordo com o que Sinclair disse a ela sobre o envolvimento de Trotter Lake e Asher, e descobre que Annalise contou para Asher sobre seu passado. Depois de tentar obter o DNA de Philip, Oliver retorna para casa para esperar Connor, e acaba encontrando Philip, que invadiu sua casa. Flashforward: Wes e Laurel são vistos ouvindo uma conversa entre Michaela e Connor antes de Wes diz que vai "pará-los", correndo com uma arma na mão. Lá fora, Wes grita para eles voltarem, e quando Connor e Michaela se viram, vêem Emily Sinclair caindo morta da sacada da mansão dos Hapstall. Então, Bonnie é mostrada lá em cima, observando o corpo de Sinclair caído no chão. |              |                                                                              |                    |                                      |                         |                     |
| 23 | 8            | "Hi, I'm Philip" "Oi, eu sou Philip" (BR)                                    | Jennifer Getzinger | Tanya Saracho                        | 12 de novembro de 2015  | 6.71                |
| Connor volta para casa e percebe que Oliver sumiu. Ele confronta Annalise e todos no escritório, mas, quando eles estão prestes a chamar a polícia, Oliver e Philip chegam. Annalise tenta se desculpar com Philip e ele vai embora depois de chantagear Annalise e também ter explicado que ele não é o assassino dos pais de Caleb e Catherine. Oliver revela que ele guardou um canudo que Philip usou no restaurante onde eles estavam. Depois de ser hostilizado por Annalise, Frank usa uma mala de dinheiro para pagar uma enfermeira para conseguir os resultados de DNA da cena do crime do assassinato dos pais dos Hapstall e do canudo de Philip. O resultado é de 99,4%, fazendo com que Caleb e Catherine recusem ofertas de fundamento. O DNA também confirma que ele é um produto de incesto, ou seja, ele é filho de Helena Hapstall com seu único irmão, pai adotivo de Catherine e Caleb. Catherine envia uma de suas pinturas como agradecimento a Wes e ele olha os arquivos das fotos. Ele observa que, no plano de fundo da foto de Philip, tem uma das pinturas de Catherine. Então, ele informa a Annalise e Nate. Mais tarde, Catherine espera nervosa em seu carro, até que Philip entra e diz: "Não se preocupe. Eu vou cuidar disso", enquanto Caleb revela simultaneamente para Michaela uma arma que encontrou no estúdio de pintura de Catherine. Flashforward: Michaela, Wes, Connor e Laurel voltam para a casa e Bonnie leva a arma de Wes. Depois que Connor insiste em ir embora, Bonnie o ameaça, afirmando que, se ele for embora, será o próximo morto. |              |                                                                              |                    |                                      |                         |                     |
| 24 | 9            | "What Did We Do?" "O que foi que fizemos?" (BR)                              | Bill D'Elia        | Michael Foley & Erika Green Swafford | 19 de novembro de 2015  | 7.19                |
| Catherine foge depois de ser confrontada por Michaela, Caleb, e Connor sobre a arma que estava em seu estúdio. O pai de Asher comete suicídio, fazendo com que a mãe dele o deserde. Na delegacia, Sinclair acusa Nate de adulterar os arquivos de Philip, o que faz com que Nate grite com ela, resultando em quase ser demitido. No entanto, Nate arquiva um processo de assédio com base em racismo contra Sinclair. Depois de Sinclair falar mal do pai de Asher, Asher a atropela, matando-a. Annalise tenta ajudar a cobrir tudo e pede para Frank encontrar Catherine, para fazê-la levar a culpa pelo assassinato de Sinclair. Ela faz com que Bonnie e Asher joguem o corpo de Sinclair da sacada para fazer com que pareça suicídio e Annalise tenta desesperadamente fazer com que um de seus alunos atire na perna dela, para parecer que foi Catherine quem fez isso. Quando nenhum dos alunos quer atirar Annalise, ela revela a Wes que Rebecca está morta, fazendo com que Wes atire no intestino dela, em vez da perna, como ela pediu. Wes fica prestes a atirar em Annalise novamente, mas desta vez, no rosto. Mas, antes que pudesse apertar o gatilho, Annalise sussurra o nome de nascimento de Wes, Christophe. Chocado ao descobrir que Annalise sabe seu nome verdadeiro, ele abaixa a arma. Flashback: Com 12 anos de idade, Wes é entrevistado por uma detetive sobre o suicídio de sua mãe. É revelado que Annalise e Eve Rothlo, ainda jovens, assistem sua entrevista. Então, Eve diz: "Meu Deus, Annalise, o que nós fizemos?". |              |                                                                              |                    |                                      |                         |                     |
| 25 | 10           | "What Happened to You, Annalise?" "O que aconteceu com você, Annalise?" (BR) | Laura Innes        | J. C. Lee                            | 11 de fevereiro de 2016 | 5.82                |
| Poucas semanas depois de ser baleada, Annalise sai do hospital e volta para casa com a ajuda de Bonnie. Seus alunos tentam lidar com as consequências da noite do assassinato, com Wes sofrendo uma grande quantidade de culpa por ter atirado em Annalise. Enquanto isso, Annalise começa a ter alucinações de um bebê por causa de seus remédios, o que causa problemas para ela no tribunal quando ela tem que depor sobre a noite em que foi baleada. Asher fica na casa de Connor e Oliver para se recuperar mentalmente após o assassinato de Sinclair. Flashback: Annalise está grávida e encontra a mãe de Wes, Rose. Elas começam a conversar enquanto observam Wes, ainda criança, brincando. |              |                                                                              |                    |                                      |                         |                     |
| 26 | 11           | "She Hates Us" "Ela nos odeia" (BR)                                          | Bill D'Elia        | Erika Harrison                       | 18 de fevereiro de 2016 | 4.88                |
| Wes vai ao médico para conseguir pílulas para dormir, porque a sua culpa vem lhe causando insônia, mas, depois de gracejar sobre o suicídio, ele é direcionado para a ala psiquiátrica. Laurel tenta convencer Annalise a ajudar Wes, mas ela se recusa. Enquanto isso, Annalise e sua equipe assumem o caso de um adolescente, Jason, que matou outro adolescente, mas a mãe da vítima está tentando reduzir a sentença de Jason pois ela não quer arruinar sua vida. No entanto, é revelado que Jason, de fato, matou a vítima de propósito e é enviado para a prisão, mas não antes da mãe da vítima prometer ficar em sua vida. Depois de descobrir que Wes está na ala psiquiátrica, os alunos de Annalise se recusam a trabalhar para Annalise e a banem de suas vidas. Laurel e Frank discutem sobre o relacionamento, e Frank revela que foi ele quem matou Lila. Connor liga para Annalise, em pânico, pois ele recebeu um e-mail de Philip com vídeos deles na noite do assassinato, o que pode os ligar ao que aconteceu. Flashback: Annalise luta com sua gravidez. O início da carreira de Frank e Bonnie trabalhando para Annalise são mostrados. Sam se preocupa com Annalise e com o bebê, mas o ultrassom mostra que os dois estão bem. Annalise dá o arquivo do caso dos Mahoney para Rose. |              |                                                                              |                    |                                      |                         |                     |
| 27 | 12           | "It's a Trap" "É uma cilada" (BR)                                            | Mike Listo         | Joe Fazzio & Tanya Saracho           | 25 de fevereiro de 2016 | 4.86                |
| Philip envia um ultimato: a equipe deve transferir 1 milhão de dólares para a conta dele nas próximas 36 horas ou ele vai enviar os vídeos para a polícia. Annalise tenta lidar com a situação, enquanto Wes e Laurel tentam investigar a morte de Rose juntos. Eles viajam para Ohio para conseguir os arquivos do caso. Depois de não encontrar nada, os dois conversam e acabam se beijando. Enquanto isso, Connor revela a Oliver que planeja ir para a Faculdade de Direito de Stanford, e quer que ele vá também. Annalise e Nate conversam e ele lhe dá conselhos sobre a ameaça de Philip. Após 36 horas, Annalise e os alunos não pagam a demanda, e Philip envia um vídeo de Annalise e Nate gravado na noite anterior, o que significa que ele está os espionando. Laurel confronta Annalise sobre o relatório da polícia do suicídio da mãe de Wes, questionando se Wes assassinou sua própria mãe. Flashback: Annalise viaja para Ohio com Frank para defender Charles Mahoney no tribunal, com Rose testemunhando que viu Charles na noite em que sua noiva foi assassinada. Depois de Rose não aparecer no tribunal, Annalise é quase humilhada pelos pais de Charles por causa de seu desempenho no tribunal. Annalise confronta Rose sobre isso, mas ela se recusa a falar. |              |                                                                              |                    |                                      |                         |                     |
| 28 | 13           | "Something Bad Happened" "Algo ruim aconteceu" (BR)                          | Zetna Fuentes      | Michael Foley & Warren Hsu Leonard   | 3 de março de 2016      | 4.53                |
| Quando Laurel confronta Annalise sobre Wes ter matado sua própria mãe, Wes visita sua médica novamente para discutir a mesma coisa, pensando se ele poderia ser a pessoa que assassinou sua mãe. Pouco depois, Philip envia um vídeo de Michela visitando Caleb na noite anterior e Annalise decide pedir para um novo advogado, Todd Denver, imunidade para cobrir a equipe pelo assassinato de Sinclair em troca de usar todos os e-mails de Philip para rastrear seu paradeiro, o que desperta a curiosidade de Denver sobre o que eles fizeram na mansão dos Hapstall naquela noite. Mais tarde, Laurel e Frank terminam o relacionamento, e Bonnie ouve. Após descobrir que Eve Rothlo sabe sobre sua mãe, Wes a visita em Nova York. Ao mesmo tempo, Annalise visita o apartamento de Wes, procurando por ele, mas acaba encontrando Philip, que a ataca enquanto ela fala com Eve no telefone. Flashback: Rose é visitada por uma nova advogada, Eve Rothlo, que foi secretamente mandada por Annalise. Rose a nomeia para representá-la em um caso sobre a sua entrada ilegal nos Estados Unidos. Annalise e Eve discutem sobre o passado a respeito do primeiro encontro com Sam. Depois que o pai de Charles, Wallace Mahoney, ameaça a segurança de Wes, Annalise confronta Rose. Então, Rose se mata na frente de Annalise, mas não antes de pedir a ela para cuidar de Wes. Quando Annalise foge da cena do suicídio, Wes entra, encontra sua mãe morrendo, e liga para a polícia, dizendo: "Algo ruim aconteceu". |              |                                                                              |                    |                                      |                         |                     |
| 29 | 14           | "There's My Baby" "Este é o meu bebê" (BR)                                   | Stephen Williams   | J. C. Lee & Erika Harrison           | 10 de março de 2016     | 4.80                |
| Annalise consegue fugir de Philip e volta para seu escritório com Eve e Wes. Na manhã seguinte, Nate revela que Caleb desapareceu, e, logo em seguida, o advogado Denver resolve interrogar todos os envolvidos nos vídeos de Philip. Mais tarde, Asher, que não aparece em nenhum dos vídeos, é chamado para ser interrogado por causa de uma testemunha que o viu no último lugar que Sinclair foi vista viva. Enquanto isso, Annalise começa a beber, e, quando Bonnie descobre, fica terrivelmente preocupada. Annalise expulsa todos de sua casa, menos Wes. Ela compartilha uma bebida com ele enquanto explica a verdade sobre sua mãe. Mais tarde, Oliver revela a Connor que ele se demitiu de seu emprego. Michaela e Asher compartilham um momento inesperado. Bonnie sabe que Sam mandou Frank matar Lila. Depois de ouvir Laurel bêbada, dizendo que ela mesma mandou Frank matar Lila, Annalise foge da cidade e vai para a casa de sua mãe, Ophelia. Flashback: Annalise e Eve assistem uma detetive interrogando Wes. Mais tarde, Wallace Mahoney aparece no quarto de Annalise, ameaçando demiti-la, mas, antes de ele a demitir, ela revela o motivo de Rose ter se sentido ameaçada por ele: ele estuprou Rose há muito tempo. Assim, Christophe/Wes é filho de Rose com ele. Annalise decide revelar isso para a polícia, mas, no caminho para a delegacia, ela sofre um acidente de carro, fazendo com que seu filho seja morto. |              |                                                                              |                    |                                      |                         |                     |
| 30 | 15           | "Anna Mae"                                                                   | Bill D'Elia        | Peter Nowalk                         | 17 de março de 2016     | 5.29                |
| Ophelia dá uma festa de boas-vindas para Annalise, onde o pai distante de Annalise, com quem tem um relacionamento conturbado (e, como se vê, a quem Ophelia voltou a namorar), está entre as pessoas convidadas. Enquanto isso, no escritório de Annalise, a equipe lida com a notícia de que Denver emitiu um mandado de prisão para ela, e começam a suspeitar que há um traidor entre eles tentando enquadrá-la. Laurel revela a Frank que o pai de Wes é Wallace Mahoney. Oliver rastreia o paradeiro de Annalise, então, Nate vai para a casa da mãe dela para conhecê-la em pessoa. Quando ele chega lá, janta com a família de Annalise, observando que Annalise não quer falar com seu pai, que abandonou sua família quando ela era criança. Na manhã seguinte, Annalise e Nate retornam para casa. Annalise se encontra com Denver, revelando que Caleb era o assassino de seus pais esse tempo todo (e, portanto, o traidor), de acordo com evidências que consiste em um pendrive de Philip, que ele mesmo deu a ela no apartamento de Wes mais cedo, contendo os dados do rastreador de Caleb (indicando que Caleb matou Helena Hapstall, a mãe de Philip), e o testemunho de Catherine: ela admite estar apaixonada por Caleb e ter uma suspeita de que foi ele quem matou seus pais adotivos, a fim de herdar sua riqueza sozinho. Quando a polícia começa a procurar por Caleb, ele aparentemente se mata. Mais tarde, Oliver exclui um e-mail de Connor que confirma sua aceitação na Faculdade de Direito de Stanford e, em seguida, liga para a instituição, pedindo para colocarem outra pessoa em seu lugar. Bonnie revela a Annalise o que Frank fez, e Annalise diz: "Ele precisa ir embora". Laurel vai ao apartamento de Frank, mas descobre que ele já foi embora da cidade com sua mala de dinheiro. Wes finalmente encontra Wallace Mahoney, pela primeira vez, e, quando está prestes a revelar que é seu filho biológico, Wallace é assassinado na frente de Wes por um atirador desconhecido. Flashback: É revelado que a mulher que Frank se encontra no episódio anterior é alguém que trabalha para Wallace. Ela oferece a Frank uma mala cheia de dinheiro para colocar uma escuta no quarto de Annalise, o que ele aceita. Então, depois de ouvir que Annalise está prestes a revelar a verdade sobre Wallace Mahoney para a detetive que interrogou Wes, ela avisa Wallace, que lhe pede para "cuidar disso", o que significa que, o acidente de carro que causou a morte do filho de Annalise foi provocado. Frank revela isso a Sam, apontando que Wallace quer conseguir a nulidade do julgamento. Sam ameaça arruinar a vida de Frank se ele revelar para Annalise. Então, é revelado que isso é o que Frank "deve" para Sam, o que estabeleceu no assassinato de Lila. |              |                                                                              |                    |                                      |                         |                     |

## Produção

### Desenvolvimento
A série foi renovada para uma segunda temporada em 7 de maio de 2015, pela ABC. A renovação da série foi efetivamente confirmada para a temporada 2015-16 da televisão norte-americana, através de uma promoção que sucedeu o final da primeira temporada e uma declaração anterior de Viola Davis, também confirmando a renovação no final das filmagens da primeira temporada. A temporada conteria 15 episódios, como na temporada anterior. O Entertainment Weekly informou em 23 de julho de 2015, que a identidade do assassino de Rebecca seria revelada na estreia da temporada. Um cartaz promocional foi lançado mais de um mês antes da estreia da temporada, em 17 de agosto de 2015.
A segunda temporada começou a ser exibida em 24 de setembro de 2015, e transmitiu nove episódios no outono, assim como o restante da programação da ABC no horário nobre de quinta-feira ("TGIT"), Grey's Anatomy e Scandal. O cronograma de outono da ABC foi anunciado em 16 de novembro de 2015, onde foi anunciado que How to Get Away With Murder exibiria nove episódios no outono com o final do outono em 19 de novembro de 2015, assim como o restante da programação do horário nobre da ABC, "TGIT", que foi a mesma do ano anterior. Os seis episódios restantes foram ao ar após as férias de inverno, começando em 11 de fevereiro de 2016, como resultado da ABC veicular a minissérie Madoff durante duas noites de 3 a 4 de fevereiro de 2016 no mesmo horário de Scandal e Grey's Anatomy. Em 3 de março de 2016, a ABC anunciou que How to Get Away With Murder havia sido renovado para uma terceira temporada.

### Filmagens
A produção começou em 21 de maio de 2015, com Shonda Rhimes anunciando no Twitter que Peter Nowalk e seus escritores estavam em pleno andamento mapeando a segunda temporada. A leitura do roteiro de estreia ocorreu em 14 de julho de 2015, com o título do episódio sendo revelado ao mesmo tempo.

### Casting

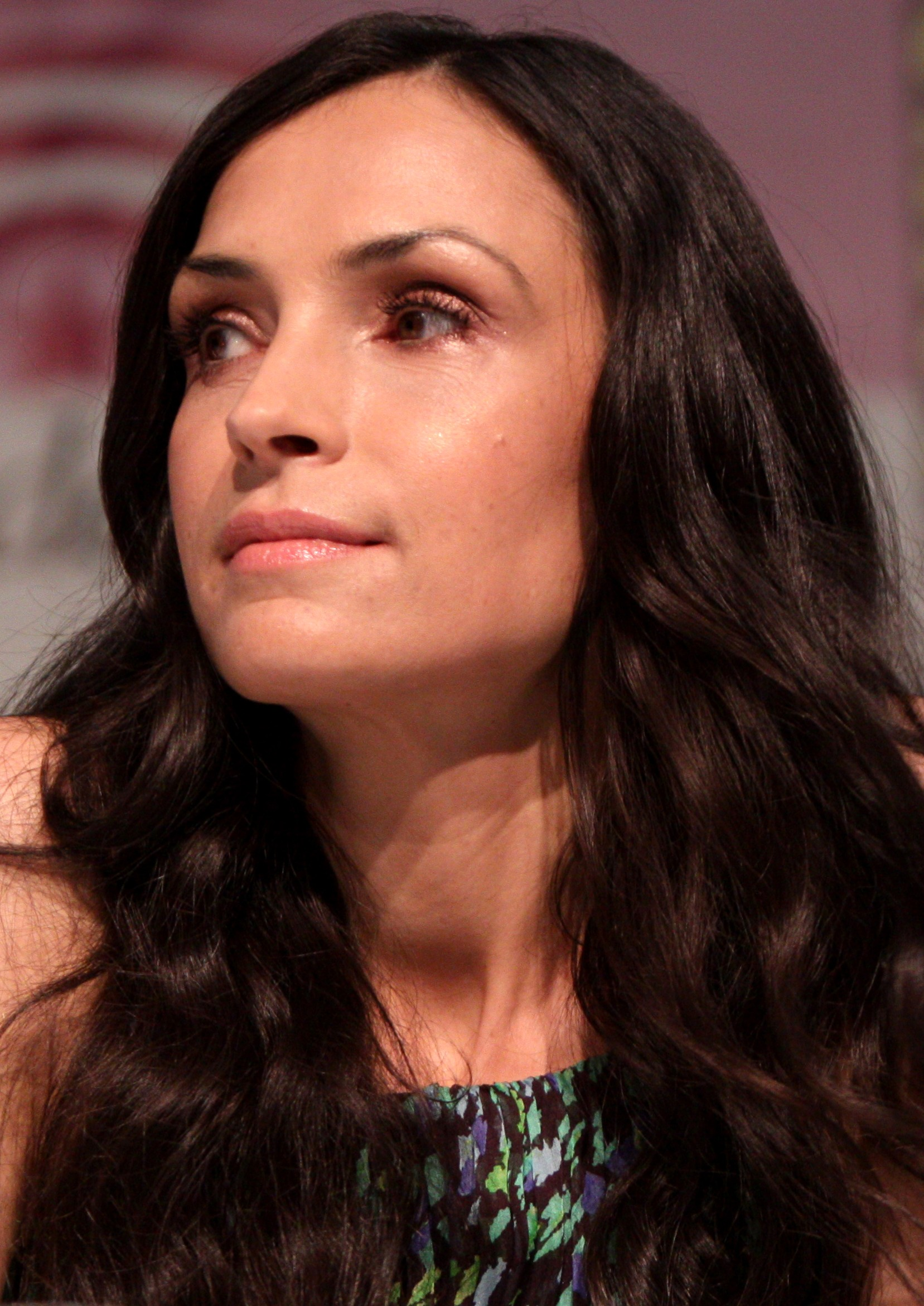
Famke Janssen foi escolhida como uma advogada de defesa, Eve Rothlo.

A segunda temporada teve nove atores principais, com todos eles retornando da temporada anterior. Viola Davis interpretou a protagonista da série, Professora Annalise Keating, uma advogada de defesa de alto nível, dando aulas na Universidade de Middleton. Billy Brown interpretou o detetive Nate Lahey, amante de Annalise. Há cinco estudantes que trabalham no escritório de advocacia de Annalise. Alfred Enoch retratou Wes Gibbins, que ficou arrasado com a fuga de Rebecca. Jack Falahee interpretou Connor Walsh, o estudante cruel que se viu em uma situação em que seu namorado Oliver Hampton, interpretado por Conrad Ricamora, recebeu notícias de ter HIV. Aja Naomi King interpretou Michaela Pratt, a aluna ambiciosa que queria ser tão bem-sucedida quanto Annalise. Matt McGorry continuou retratando Asher Millstone, um estudante que tem uma formação privilegiada. Karla Souza interpretou Laurel Castillo, uma estudante idealista. Charlie Weber interpretou Frank Delfino, um funcionário da firma de Annalise que não é advogado, mas lida com tarefas especiais que exigem discrição. Liza Weil interpretou Bonnie Winterbottom, que é advogada associada da firma de Annalise.
Foi anunciado em 14 de julho de 2015 que a segunda temporada apresentaria vários novos personagens, incluindo uma família composta por Caleb, Catherine e Helena Hapstall. Katie Findlay voltou a interpretar a personagem Rebecca Sutter, que foi morta no final da primeira temporada. Tom Verica também apareceu na temporada como o falecido Sam Keating, e apareceu em flashbacks. Em 22 de julho de 2015, foi anunciado que Kendrick Sampson, conhecido de The Vampire Diaries iria se juntar ao elenco na segunda temporada e foi introduzido na estreia da temporada. Em 31 de julho de 2015, TVLine relatou que Famke Janssen havia sido escalada como uma brilhante advogada de defesa reverenciada por um arco de vários episódios e que apareceria pela primeira vez na estreia da temporada.
Matt Cohen foi anunciado em 11 de agosto de 2015, para se repetir na segunda temporada como Levi, que foi descrito como um cara sexy e nervoso da classe trabalhadora. Ele apareceu pela primeira vez no segundo episódio e apareceu em um total de três episódios. Em 31 de agosto de 2015, Variety relatou que Amy Okuda teria um papel recorrente, mas detalhes da parte de Okuda estavam sendo mantidos em sigilo. Sherri Saum foi anunciada para ser escolhida como atriz convidada em 30 de setembro de 2015. Em 14 de janeiro de 2016, foi anunciado que Wilson Bethel, Adam Arkin e Roxanne Hart se juntariam ao programa para interpretar a família Mahoney. Bethel interpretou Charles Mahoney, o filho educado, enquanto Arkin interpretou seu pai Wallace e Hart interpretando sua mãe Sylvia.

## Recepção

### Avaliação dos críticos
A segunda temporada recebeu críticas positivas. No site agregador de críticas, Rotten Tomatoes, ela tem uma taxa de aprovação de 93%, com base em 87 avaliações, com uma classificação média de 8.19/10. O consenso do site diz: "Desenvolvendo uma narrativa mais forte nesta temporada, How to Get Away with Murder lança choques mais improváveis e apostas mais altas na mistura, adicionando combustível absurdo a um fogo viciante." Lesley Brock, do Paste Magazine, deu à temporada uma pontuação de 9 em 10. Kyle Anderson, do Entertainment Weekly, escreveu que com Davis na frente do show, pode se safar de qualquer coisa.

### Audiência
| №  | Título                            | Exibição original       | Rating/share (18–49) | Audiência (em milhões) | DVR (18–49) | Audiência em DVR (milhões) | Total (18–49) | Audiência total (em milhões) |
| -- | --------------------------------- | ----------------------- | -------------------- | ---------------------- | ----------- | -------------------------- | ------------- | ---------------------------- |
| 1  | "It's Time to Move On"            | 24 de setembro de 2015  | 2.6/9                | 8.38                   | 1.7         | 4.62                       | 4.3           | 12.99                        |
| 2  | "She's Dying"                     | 1 de outubro de 2015    | 2.3/8                | 7.53                   | 1.8         | 4.29                       | 4.1           | 11.82                        |
| 3  | "It's Called the Octopus"         | 8 de outubro de 2015    | 2.2/7                | 7.22                   | 1.5         | 4.00                       | 3.7           | 11.22                        |
| 4  | "Skanks Get Shanked"              | 15 de outubro de 2015   | 2.0/7                | 6.81                   | 1.6         | 4.04                       | 3.6           | 10.85                        |
| 5  | "Meet Bonnie"                     | 22 de outubro de 2015   | 2.1/7                | 6.95                   | 1.6         | 3.99                       | 3.7           | 10.94                        |
| 6  | "Two Birds, One Millstone"        | 29 de outubro de 2015   | 1.8/6                | 6.27                   | 1.7         | 4.08                       | 3.5           | 10.35                        |
| 7  | "I Want You to Die"               | 5 de novembro de 2015   | 1.9/6                | 6.49                   | 1.7         | 4.00                       | 3.6           | 10.49                        |
| 8  | "Hi, I'm Philip"                  | 12 de novembro de 2015  | 1.9/6                | 6.71                   | 1.7         | 3.81                       | 3.6           | 10.52                        |
| 9  | "What Did We Do?"                 | 19 de novembro de 2015  | 2.3/8                | 7.19                   | 1.6         | 3.98                       | 3.9           | 11.16                        |
| 10 | "What Happened to You, Annalise?" | 11 de fevereiro de 2016 | 1.8/6                | 5.82                   | 1.8         | 4.25                       | 3.6           | 10.07                        |
| 11 | "She Hates Us"                    | 18 de fevereiro de 2016 | 1.5/5                | 4.88                   | 1.5         | 3.91                       | 3.0           | 8.78                         |
| 12 | "It's a Trap"                     | 25 de fevereiro de 2016 | 1.5/5                | 4.86                   | 1.6         | 3.83                       | 3.1           | 8.69                         |
| 13 | "Something Bad Happened"          | 3 de março de 2016      | 1.4/5                | 4.53                   | 1.5         | 3.84                       | 2.9           | 8.37                         |
| 14 | "There's My Baby"                 | 10 de março de 2016     | 1.4/5                | 4.80                   | 1.5         | 3.92                       | 2.9           | 8.72                         |
| 15 | "Anna Mae"                        | 17 de março de 2016     | 1.4/5                | 5.29                   | 1.5         | 3.63                       | 2.9           | 8.93                         |